# Andreas Tunkler
Andreas Tunkler von Treuimfeld (Praga, 14 marzo 1820 – Vienna, 13 marzo 1873) è stato un ufficiale e ingegnere austriaco, dirigente dell'Imperiale Regio Ufficio delle Fortificazioni di Verona. Legò il suo nome alle numerose strutture di difesa della città edificate intorno agli anni sessanta dell'Ottocento.

## Biografia
Andreas Tunkler, nato a Praga nel 1820, terminò gli studi alla Ingenieur-Akademie di Vienna nel 1840, mentre tre anni più tardi frequentò la Scuola di Applicazione del Genio, potendo così entrare nel Corpo degli ingegneri con il grado di tenente.
Nel 1848 prese parte alla campagna militare in Ungheria col grado di luogotenente capitano, dove si distinse nella costruzione di fortificazioni sull'altopiano di Titel, tanto da ricevere la decorazione dell'Ordine della Corona ferrea di terza classe e, l'anno successivo, venire promosso al grado di capitano. Sempre nel 1849, inoltre, gli venne affidata la costruzione di una fortificazione in stile semipermanente collegata alla fortezza di Theresienstadt. A partire dal 1852 insegnò invece Geometria descrittiva alla Genie-Akademie di Klosterbruck e in contemporanea Fortificazione ai corsi della Scuola di Applicazione. Nel 1855 fu promosso al grado di maggiore, mentre nel 1859 lasciò l'insegnamento in concomitanza con l'inizio della seconda guerra d'indipendenza italiana, in quanto chiamato a collaborare con il Genie-Comité. Terminata la campagna, tornò però alla Genie-Akademie dove, nel 1861, venne promosso a tenente colonnello.

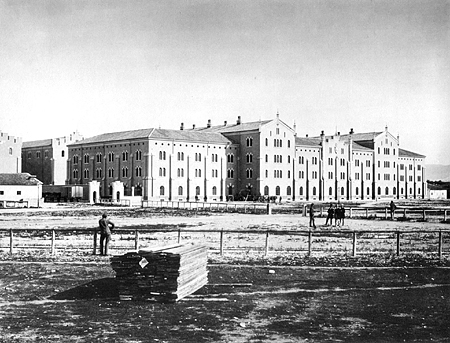
La provianda di Santa Marta nel 1866, prima opera di Tunkler a Verona

A partire da questi anni iniziò il periodo di massima attività per Tunkler, che nel dicembre 1862 assunse l'incarico di Genie Direktor a Verona, insediandosi quindi presso la Direzione del genio di Santa Lucia. Il sistema difensivo di Verona aveva ormai assunto la sua massima estensione ed era divenuto fulcro della dominazione austriaca in Italia, ma Tunkler si prodigò nel miglioramento di questo complesso sistema. Già l'anno successivo al suo insediamento, infatti, coordinò il complesso progetto della Provianda di Santa Marta, supportato dai capitani Ferdinand Artmann e Anton Naredi-Rainer, e in contemporanea progettò un nuovo sistema di telegrafia ottica per la comunicazione tra le fortezze del Quadrilatero: a Verona venne installata sulla cima del mastio di Castelvecchio, a Mantova sulla cima della torre della Paglia, a Peschiera sul terrapieno del bastione Tognon. Inoltre furono realizzate una serie di stazioni complementari e il centro del sistema di comunicazione, quest'ultimo presso il forte Erzherzog Leopold a Pastrengo, installato in cima ad un edificio realizzato appositamente, il cui disegno denota la profonda conoscenza dell'architettura classica da parte del Tunkler.

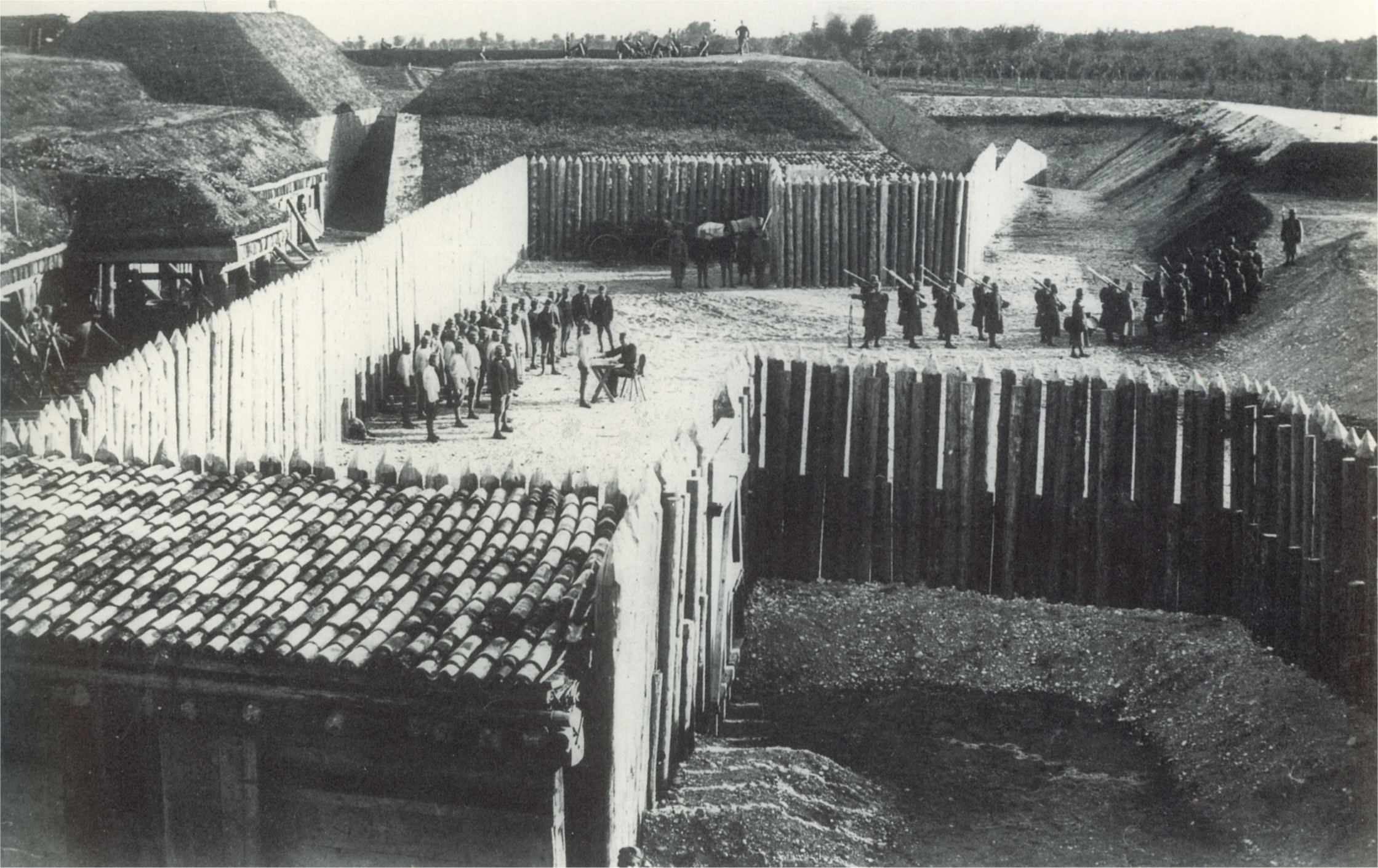
Forte Cà Bellina in una fotografia del 1866 di Moritz Lotze

A partire dall'aprile 1866, in prossimità della terza guerra d'indipendenza italiana, la Genie-Direktion cominciò ad eseguire una serie di lavori in modo da mettere in sicurezza la piazzaforte di Verona: furono realizzate opere di fortificazione complementari in terra e legname per il supporto delle fortificazioni permanenti, in particolare una serie di sette batterie campali negli intervalli tra i forti di cintura. Inoltre Tunkler progettò due complesse fortificazioni in stile semipermanente (con la previsione di completare i lavori in muratura con la fine dell'imminente guerra), forte Cà Vecchia e forte Cà Bellina. Queste due importanti opere poligonali segnarono la transizione dal modello di fortificazione moderna a quella contemporanea, prototipo di quelli realizzati tra il 1870 e il 1885, in particolare a Colonia, a Strasburgo e a Metz. Una copia del forte Cà Bellina venne realizzato pure dal Genio francese nel campo trincerato di Parigi, mentre gli ingegneri italiani replicarono il modello nei forti realizzati a nord di Verona, a Mestre e a Roma.
Andreas Tunkler ricevette la Croce di cavaliere dell'Ordine imperiale di Leopoldo; in seguito poté elaborare il piano generale per le fortificazioni di Vienna, dove progettò quattro forti, ma i cui cantieri furono bloccati dallo stesso parlamento austriaco. Nel 1867 fu promosso a colonnello e gli venne affidato il comando dell'VIII Divisione, con il compito di riorganizzare il Genio e l'apparato tecnico e amministrativo delle fortificazioni. Egli riuscì ad attuare l'importante riforma; tuttavia, nel corso di un viaggio di ispezione, morì il 13 marzo 1873. Le sue pubblicazioni nel campo della scienza delle fortificazioni divennero comunque celebri e si diffusero tra gli esperti di tutta Europa.

## Onorificenze
Andreas Tunkler è stato insignito delle seguenti onorificenze: